# Horus Bird (pharaon)
Horus Bird, còn được gọi là Horus-Ba, có khả năng là một vị pharaon có thời gian cai trị rất ngắn (thế kỷ 28 TCN).
Các thông tin hiện tại chưa cho ta biết rõ về nhà vua này. Dòng thông tin đầu tiên mà Pietrie tìm được là dòng chữ được khắc thêm hình "chim ưng" (chi tiết chưa rõ ràng) trong lăng mộ của Qa'a ở Abydos. Một số dòng chữ liên quan đến ông trên mảnh con tàu, chiếc bình đào được ở lăng mộ Djoser; được các nhà Ai Cập học giải mã. Wolfgang Helck và Peter Kaplony tìm thấy thêm một "con ngỗng" (có lẽ là ngỗng trời) mà đọc thành chữ Sa (nghĩa là "con của Horus") hoặc là Geb (eb) ("người thừa kế của Horus "). Nhà Ai Cập học Nabil Swelim nhìn ra một "con cò" và đọc ra chữ Ba ("Soul of Horus").
Nhiều bằng chứng tìm được trong lăng mộ Qa'a chứng tỏ ông là người kế nhiệm của Qa'a, nhưng không rõ về thế thứ. Hiện chưa rõ nơi chôn cất ở đâu.